# Luis Caffarelli
Luis A. Caffarelli (Buenos Aires, 1948. december 8. –) argentin-amerikai matematikus, a parciális differenciálegyenletek kutatásának egyik vezéralakja.
A MSc fokozatát 1968-ban, a PhD fokozatát 1971-ben szerezte meg a Buenos Aires-i Egyetemen. Disszertációjának címe: Conjugacy of Fourier-Jacobi Series. Témavezetője Calixto Pedro Calderón volt. Jelenleg a Texasi Austin Egyetemen tölt be magas pozíciót. A Minnesotai Egyetem a Chicagói Egyetem és a New York-i Courant Matematikatudományi Intézet volt professzora. 1986-tól 1996-ig állandó tagja volt a Princetoni Egyetemi Institute for Advanced Study-nak. 1996-ban tagja lett az Amerikai Tudományos Akadémiának. A francia École normale supérieure a Doctor Honoris Causa címet adományozta neki. A Madridi Autonóm Egyetem és a La Plata Nemzeti Egyetem is díszdoktorává avatta. 1984-ben Böcher-díjat kapott. 2005-ben megkapta a Rolf Schock-díjat a Svéd Királyi Tudományos Akadémiától a „nemlineáris parciális differenciálegyenletek elmélete terén elért úttörő munkájáért”. 2009-ben megkapta a Leroy P. Steele-díjnak az életműdíj változatát. Az Erdős-száma 3.
A vezető szakértője a szabad határérték problémáknak és a nemlineáris parciális differenciálegyenleteknek. Szintén híres a Monge–Ampère egyenlet megoldásairól. Jelenleg a homogenizáció foglalkoztatja.

## Könyvei
1. Fully Nonlinear Elliptic Equations by Caffarelli and Cabré (1995), American Mathematical Society. ISBN 0-8218-0437-5
2. A Geometric Approach to Free Boundary Problems by Caffarelli and Salsa (2005), American Mathematical Society. ISBN 0-8218-3784-2